# Popis najvećih pomorskih nesreća
Popis najvećih pomorskih nesreća

## 1850-te
- 9. svibnja 1859. - Od eksplozije nakon požara u brodskoj barutani potonuo jedrenjak habsburške mornarice Triton ispred lokrumske obale, pri čemu je poginulo 95 mornara.

## 1900-te
- lipanj 1904. - Danski brod "Norge" stradao je na grebenima Rockall u blizini škotske obale. Poginulo je 620 ljudi.
- 15. lipnja 1904. - Po broju ljudskih žrtava dogodila se do tada najstrašnija pomorska nesreća. Usred New Yorka, na East Riveru, prilikom isplovljavanja na krstarenje zapalio se brod "General Slocum" te posve izgorio i potunuo na užas stanovnika New Yorka koji su to gledali vlastitim očima. U toj nesreći poginulo je 1030 putnika i članova posade.
- kolovoz 1906. - Talijanski brod "Sirlo" nalijeće na hrid kod Rta Palos (Španjolska). Poginulo je 350 ljudi.
- kolovoz 1906. - Britanski brod "Waratah" nestaje zauvijek na putu od Sydneya do Londona, a s njime i 300 putnika i mornara.

## 1910-te
- rujan 1911. - U francuskoj ratnoj luci Toulon, u strahovitoj eksploziji nestaje ratni brod "Libertas". Poginulo je 285 mornara.
- ožujak 1912. - Španjolski parobrod "Principe de Asturias", nasukao se i potonuo pokraj španjolske obale zajedno s 500 osoba.
- 14. travnja 1912. - Brod "Titanic" se, na svojem probnom putovanju iz Southamptona u New York, sudario s ledenom santom i potonuo. Poginulo je 1.523 putnika i članova posade.

## 1930-te
- lipanj 1939. - Britanska podmornica "Thetis" potonula je liverpulskoj luci s 99 članova posade.

## 1940-te
- veljača 1942. - Američki razarač "Truxton" sudario se s teretnjakom "Polluxom" u blizi obale New Foundlanda. Poginulo je 204 osobe.
- listopad 1942. - Britanski krstaš "Curacao" potonuo je nakon sudara s golemi putničkim brodom "Queen Mary" nasred Atlantskog oceana. Poginulo je 338 ljudi.

## 1980-te
- prosinac 1980. - jedan od najvećih brodova Jugolinije "Dunav", nestao je na Tihom oceanu s 32 člana posade
- siječanj 1981. - Indonezijski putnički brod "Tamponas", zapalio se i potonuo u Javanskom moru. Poginulo je 580 ljudi.
- svibanj 1983. - Na akumulacijskom jezeru "Naser", kod Asuana, zapalio se egipatski putnički brod "10. Ramazan". Poginulo je 357 ljudi.
- kolovoz 1986. - U Crnom moru sudarili su se sovjetski putnički brod "Admiral Nakimov" i tanker "Pjotr Vasiljev". Poginulo je 398 ljudi.
- travanj 1989. - U eksploziji topovske kule na američkom bojnom brodu "Iowa" poginulo je 47 mornara.